# Cordillera Oriental (Dominicaanse Republiek)
De Cordillera Oriental (ook Sierra de Seibo genoemd) is een bergketen in het oosten van de Dominicaanse Republiek. De keten is 80 kilometer lang, en loopt van het gebied Los Haitises tot aan de plaats Miches. Ze wordt van de zee gescheiden door de vlakte Sabana de la Mar.
In feite is de Cordillera Oriental een deel van de uitgebreidere keten Cordillera Central, waar deze de zee in duikt om als het eiland Puerto Rico weer boven te komen. Op de bergen is er weinig natuurlijk bos meer over.
Ten zuiden van het gebergte ligt de Caraïbische kustvlakte.

## Toppen
De bergen van de Cordillera Oriental zijn van middelmatige hoogte. Het gebied bestaat grotendeels uit heuvels van niet meer dan 200 meter hoog. De belangrijkste toppen zijn:
- Loma en Pequito (879 meter)
- Loma Vieja (736 meter)
- Janabo (696 meter)
- La Tallota (643 meter).